# Vincenzo Tomassi
Vincenzo Tomassi (* 19. November 1937 in Latina; † 30. Januar 1993 in Rom) war ein italienischer Filmeditor.

## Leben
Tomassi begann im Jahr 1965 mit dem Filmschnitt und war an über 90 Filmen beteiligt. Zu den bekanntesten Filmen, an denen er mitarbeitete, gehören Lucio Fulcis Über dem Jenseits und Ein Zombie hing am Glockenseil und Ruggero Deodatos Cannibal Holocaust. Zudem betätigte er sich als Drehbuchautor und brachte im Jahr 1976 zusammen mit Carlo Veo den Film Amici più di prima heraus.

## Filmografie (Auswahl)
- 1966: Für 1000 Dollar pro Tag (Per mille dollari al giorno)
- 1966: Rififi in Paris (Du rififi à Paname)
- 1968: Django spricht kein Vaterunser (Quel caldo maledetto giorno di fuoco)
- 1972: Blaubart (Barbe bleu)
- 1972: Tedeum – Jeder Hieb ein Prankenschlag (Tedeum)
- 1973: Alle für einen – Prügel für alle (Tutti per uno… botte per tutti)
- 1973: Tote Zeugen singen nicht (La Polizia incrimina la legge assolve)
- 1974: Das Leichenhaus der lebenden Toten (Non si deve profanare il sonno dei morti)
- 1975: Black Emanuelle (Emanuelle nera)
- 1975: Wir sind die Stärksten (Noi non siamo angeli)
- 1975: Wolfsblut greift ein (Zanna Bianca alla riscossa)
- 1976: Black Emanuelle 2. Teil (Emanuelle nera: Orient reportage)
- 1976: Black Emanuelle – Stunden wilder Lust (Emanuelle in America)
- 1976: Camorra – Ein Bulle räumt auf (Napoli violenta)
- 1976: Cop Hunter (Italo a mano armata)
- 1976: Feuerstoß (Una Magnum special per Tony Saitta)
- 1977: Emanuela – Alle Lüste dieser Welt (Emanuelle – Perché violenza alle donne?)
- 1978: Der Angriff kommt aus dem All… und auf der Erde herrscht Terror (Occhio dalle stelle)
- 1978: Papaya – Die Liebesgöttin der Kannibalen (Papaya dei Caraibi)
- 1978: Sklavenmarkt der weißen Mädchen (La via della prostituzione)
- 1980: Der Puma Mann (L'uomo puma)
- 1980: Der Schlitzer (La casa sperduta nel parco)
- 1980: Das Syndikat des Grauens (Luca il contrabbandiere)
- 1980: Ein Zombie hing am Glockenseil (Paura nella città dei morti viventi)
- 1980: Nackt und zerfleischt (Cannibal Holocaust)
- 1981: Das Haus an der Friedhofsmauer (Quella villa accanto al cimitero)
- 1981: Über dem Jenseits (E tu vivrai nel terrore – L'aldilà)
- 1982: Der New York Ripper (Lo squartatore di New York)
- 1982: Amulett des Bösen (Manhattan baby)
- 1983: Thor – Der unbesiegbare Barbar (Thor il conquistatore)
- 1984: Sag’ nie wieder Indio (Cane arrabbiato)
- 1985: Afghanistan Connection (I giorni dell’inferno)
- 1986: Thunder 2 (Thunder 2)
- 1987: Der Schatz im All (L’isola del tesoro) (Fernseh-Miniserie)
- 1987: When Alice Broke The Mirror (Quando Alice ruppe lo specchio)
- 1988: Thunder 3 (Thunder 3)
- 1989: Cy-Warrior (Cyborg, il guerriero d'acciaio)
- 1990: Killer-Krokodil II – Die Mörderbestie (Killer crocodile II)
- 1990: Nightmare Concert (Un gatto nel cervello)